# 佳南街道
佳南街道，是原中华人民共和国黑龙江省佳木斯市东风区下辖的一个乡镇级行政单位。佳政函【2016】29号文件将晓云街道撤销，各社区由东风区直辖。

## 行政区划
原佳南街道下辖以下地区：
达贤社区和东安社区。